# Margarinotus ephemeralis
Margarinotus ephemeralis är en skalbaggsart som beskrevs av Michael S. Caterino 2010. Margarinotus ephemeralis ingår i släktet Margarinotus och familjen stumpbaggar. Inga underarter finns listade i Catalogue of Life.